# 趙松庭
趙松庭（1924年—2002年），男，汉族，浙江东阳人，中國笛子演奏家。揉合了笛子南派笛子和北派笛子的吹奏技巧，並借鑑長笛的技巧而創出剛柔並濟的浙派笛子。並將嗩吶的循環換氣法應用到笛子上。

## 生平
趙松庭9歲開始學習笛子，14歲任業餘劇團「正吹」。16歲中學畢業後，加入昆曲坐唱班跟隨葉小苟學習。1947年應父命考入上海法學院攻讀法律。
1949年放棄修讀法律加入文工團。其後參與朝鮮戰爭，1954年於中國東北養傷其間創作《早晨》、《三五七》等笛子曲，並錄制了《早晨》、《和平鴿》、《牧羊歌》等唱片。
1956年，加入浙江民間歌舞團及中國音樂家協會，並於第1屆全國音樂周上演奏《早晨》取得成功。同年周恩來邀請趙松庭、傅聰、黃虹、周小燕等文藝界名人到家中作客，被周恩來提名參加中國青年藝術家代表團到西歐訪問。
1956年，趙松庭出版《趙松庭的笛子》。1957年，從俄羅斯世界青年聯歡節回國後被指控為「笛子指揮黨」，並被強迫送往農村勞動。其間，趙松庭從不間斷笛子練習，並在此時創作《歡樂的山谷》及《婺江風光》等曲。1962年，在周恩來及省委的干涉下，趙松庭得以回到浙江民間歌舞團。
在1964年的第5屆上海之春音樂會上，趙松庭以自行研製的排笛吹奏《婺江風光》和《采茶忙》而獲得好評。上海《文匯報》稱讚《婺江風光》是一首「以樂器寫心靈」的傑作。
1966年文化大革命期間，趙松庭被剝奪表演權利。轉而從事笛子研究，在其物理學家弟弟趙松齡的協助下，對計算笛子的音波頻率及其應用、溫度、音準等問題進行研究，為笛子制作提供嚴謹的數據。據估計，趙松庭在整個文革期間共製做了近2000支笛子。
1972年，根據笛子科研的成果，在《樂器科技》中發表《橫笛頻率計算與應用》一文。1973年，在被調回浙江民間歌舞團不久，趙松庭被打為右傾翻案份子，被分配看門、掃地、燒開水等工作。其後培訓出蔣國基、杜如松、張維良、詹永明、戴亞等浙派笛子演奏家。1976年，趙松庭往浙江省藝術學校任教，其後任該校名譽校長。
1979年，趙松庭被獲准表演，並演奏其新作《幽蘭逢春》。1980年後，趙松庭分別於上海音樂學院、中國音樂學院任教，先後於香港、台灣、南京、天津、武漢、濟南、成都、重慶、內蒙古以及東南亞講學。
1982年，應中央人民廣播電台繳請舉辦《笛子演奏技巧》講座。

## 家庭
弟弟赵松龄。